# Kassim Traoré
Kassim Traoré (* 15. Februar 1966) ist ein ehemaliger malischer Boxer.

## Werdegang
Bei den Olympischen Sommerspielen 1988 in Seoul startete Traoré im Leichtgewicht. Er belegte den geteilten 9. Rang. Nach einem Auftaktsieg gegen den Sudanesen Tobi Pelly unterlag er im Achtelfinale Romallis Ellis aus den Vereinigten Staaten.